# Leyendas Infantiles
Leyendas Infantiles, va ser una revista infantil publicada entre el 1942 i el 1950 per diverses editorials. Va ser un dels dotze còmics que a la postguerra varen aconseguir l'autorització per a la seva publicació periòdica, al costat de Flechas y Pelayos, Maravillas, Biblioteca Maravillas, Chicos, Mis Chicas, Chiquitito, Clarín, El Gran Chicos, ¡Zas!, Junior Films i Bazar.

## Trajectòria editorial
Leyendas Infantiles, es va publicar en format de quadern grapat amb blanc i negre i portada a color. Se'n varen publicar un total de cent vuitanta-dos números ordinaris mes cinc extraordinaris. El primer número es va posar a la venda l'octubre del 1942, l'editor era Teodoro Delgado i es va editar a Madrid fins al numero vuitanta-tres del vuitanta-quatre al cent vint-i-nou la publicació indicava que la redacció estava a Madrid, però els continguts provenían de l'editorial Hispano Americana de Ediciones que eren una continuació del que es publicava a la revista Gran Aventurero abans del seu tancament. La revista també va passar a imprimir-se als Talleres Roselló ubicats a Barcelona. Del número, cent trenta al cent vuitanta-dos, Hispano Americana es va fer càrrec de la revista i va mantenir la menció de la redacció madrilenya al costat de la barcelonina. Posteriorment el 1946 T.Delgado es va tornar a fer càrrec de la publicació fins al seu tancament.
Les tres etapes més marcades foren.
Primera època 1942-1943
El 1943 es va autoritzar a Teodoro Delgado (amb el segell de Senda el catorce primes numeros) la publicació periòdica de Leyendas Infantiles, editant fins al 1943 amb un total de 83 números.
Segona època 1943-1945
El 1943 Teodoro Delgado va vendre la capçalera a Hispano Americana de Ediciones, que no havia aconseguit permís d'edició per rellançar els seus títols anteriors a la guerra. Amb un format de 36 x 26 cm., Hispano Americana d'Ediciones va reeditar l'èxit del vell Aventurero, presentant abundant material nord-americà. També va publicar còmics d'autors nacionals com Ardel (que va exercir de director artístic), José Escobar, Alfons Figueras i Juan García Iranzo; tot això, en 99 números, els que van del 84 al 182.
Tercera època 1946-1950
El 1946 Teodoro va recuperar la propietat de la capçalera, des del número cent vuitanta i tres fins a l'últim número editat que va ser el cent noranta-quatre.